# カルノ
カルノ（仏: Carnot、サンゴ語: Carnot）は、中央アフリカ共和国の都市で、マンベレ州の州都である。

## 概要
2021年1月21日に創設されたマンベレ州の州都で、それ以前はマンベレ・カデイ州に属していた。カルノ・コミューンは単独で第二級行政区画のカルノ郡を形成している。面積は3,707平方キロメートル、人口は約16万人。
フランスの大統領 マリー・フランソワ・サディ・カルノーに敬意を表して名付けられた都市である。